# Trachusa laticeps
Trachusa laticeps is een vliesvleugelig insect uit de familie Megachilidae. De wetenschappelijke naam van de soort is voor het eerst geldig gepubliceerd in 1873 door Morawitz.